# Estación Quirno Costa
Quirno Costa es la estación ferroviaria del paraje rural homónimo, Partido de General Viamonte, provincia de Buenos Aires, Argentina.
La estación corresponde al Ferrocarril Domingo Faustino Sarmiento de la red ferroviaria argentina.

## Ubicación
Se encuentra en la localidad de Quirno Costa, partido de General Viamonte, provincia de Buenos Aires, Argentina.

## Servicios
No presta servicios de pasajeros. Sus vías están a cargos de la empresa Trenes Argentinos Cargas,sin embargo las vías se encuentran sin uso y en estado de abandono.
Recibía los servicios provenientes de Once con destino a Lincoln, General Villegas y Realicó. No posee servicios de pasajeros desde 1994.

## Toponimia
Debe su nombre a Norberto Quirno Costa, escritor y estadista argentino. Fue diputado, ministro y vicepresidente de la Nación (1898-1904), durante la Presidencia de Julio Argentino Roca.